# Статилий Аммиан
Статилий Аммиан (лат. Statilius Ammianus) — римский политический деятель второй половины III века.
В 253/256 году Аммиан занимал должность префекта алы в Аравии. В 262/263 году он находился на посту презида Аравии. В 270/271—272/273 годах Аммиан был префектом Египта.